# 阿德尔河畔萨维尼
阿德尔河畔萨维尼（法語：Savigny-sur-Ardres，法語發音：[saviɲi syʁ aʁdʁ]）是法国马恩省的一个市镇，位于该省西北部，属于兰斯区。

## 地理
阿德尔河畔萨维尼（49°14'40"N, 3°46'52"E）面积8.95 平方千米，位于法国大東部大區马恩省，该省份为法国东北部内陆省份，北起阿登省，西北接埃纳省，西南接塞纳-马恩省，南至奥布省，东南接上马恩省，东临默兹省。
与阿德尔河畔萨维尼接壤的市镇（或旧市镇、城区）包括：布朗斯库尔、库尔塞勒-萨皮库尔、法沃罗勒和科埃米、罗奈、塞尔济和普兰、特雷隆、旺德伊。

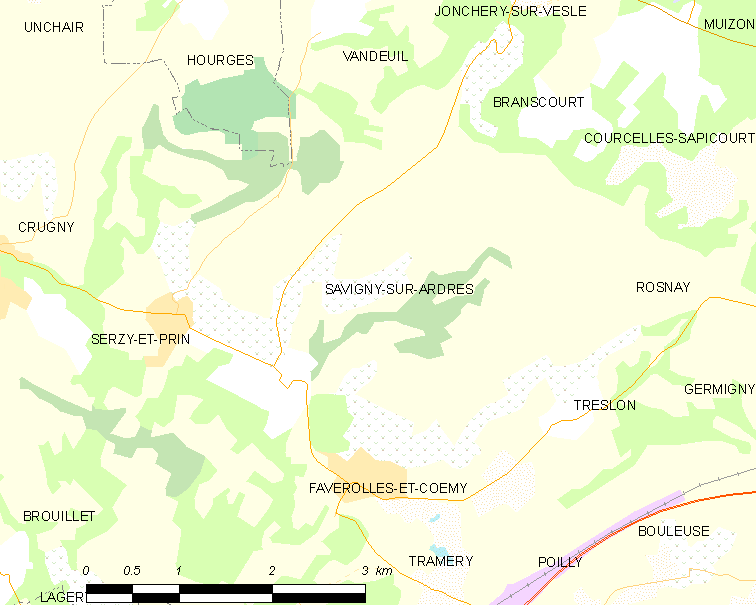
阿德尔河畔萨维尼的OSM定位图

阿德尔河畔萨维尼的时区为UTC+01:00、UTC+02:00（夏令时）。

## 行政
阿德尔河畔萨维尼的邮政编码为51170，INSEE市镇编码为51527。

## 政治
阿德尔河畔萨维尼所属的省级选区为菲姆-兰斯山县。

## 人口

1962-2008年间阿德尔河畔萨维尼人口变化图示

阿德尔河畔萨维尼于2022年1月1日时的人口数量为255人。